# Gottlob Christian Klügel
Gottlob Christian Klügel (* 9. Juni 1712 in Zwickau; † 18. November 1794 in Wittenberg) war ein deutscher Jurist.

## Leben
Gottlob Christian Klügel, Sohn des Präfektors in Zwickau Johann Christian Klügel und seiner Frau Juliana Sybilla (geb. Hoelzel), genoss seine erste Ausbildung in seiner Geburtsstadt. Am 3. März 1733 begann er ein Studium an der Universität Wittenberg, wechselte 1736 an die Universität Leipzig und kehrte nach Wittenberg zurück, wo er am 5. Januar 1737 zum Doktor der Rechte in Wittenberg promovierte. 1738 wurde er Advokat am Wittenberger Hofgericht und am Wittenberger Konsistorium. Er wurde dann Ratsherr, außerordentlicher Beisitzer der juristischen Fakultät und 1758 Syndikus des Wittenberger Rates. Nachdem er 1759 ordentlicher Beisitzer an der juristischen Fakultät geworden war, ernannte man ihn anlässlich seines 50-jährigen Jubiläums an der Wittenberger Hochschule zum Assessor der juristischen Fakultät.

## Familie
Genealogisch wäre anzumerken, dass Klüngel aus einer sächsischen Beamtenfamilie stammte. Bereits sein Ururgroßvater Johannes Klüngel war Präfekt in Prettin gewesen, sein Urgroßvater mit gleichem Namen wurde Präfekt in Heldrungen, sein Großvater Johann Heinrich Klügel wurde Senator in Torgau. Er selbst hatte sich im November 1718 mit Ernestina Magaretha († 7. November 1749 in Wittenberg), der zweiten Tochter des Ernst Christian Schröder und seiner Frau Margaretha Elisabeth (geb. Floerike), verheiratet. Aus dieser Ehe sind vier Kinder entstanden, wobei Ernst Gottfried Christian Klügel ebenfalls Bedeutung erlangte.

## Werkauswahl
- Diss. inaug. (Praef. Aug a Leyfer) de vi publica. Wittenberg 1737
- Karl der Grosse und Wittekind der Grosse, als hohe Ahnen König Karls in Sicilien und der K. Poln. und Chursäclis. Braut Maria Amaliä; nebst noch einigen genealogischen Merkwürdigkeiten kürzlich in Tabellen vorgestellt. Leipzig 1738
- Progr I et II de exceptione non numeratae pecuniae. Wittenberg 1762
- Progr. de iurium postliminio. Wittenberg 1763
- Progr. de inutilibus, quibus drfensores in caussis utuntur criminalibaus et defensionum argumentis. Wittenberg 1767
- Progr. de comissis fraudatorum vectigalium caussa. Wittenberg 1785
- Progr. de praeferiptione trium annorum. Wittenberg 1787
- Progr. de tutore, arbores in praedio pupillari emortuos vendente. Wittenberg 1793
- Progr. I et II de ordine litis in caussa amissarum rautionum publicarum in Saxonia datarum earumque anonymarum. Wittenberg 1793